# Equipo para escalada
En la práctica de la escalada se utiliza una amplia diversidad de equipos de escalada, que incluye accesorios que permiten la progresión del escalador así como su protección contra las consecuencias de una caída.

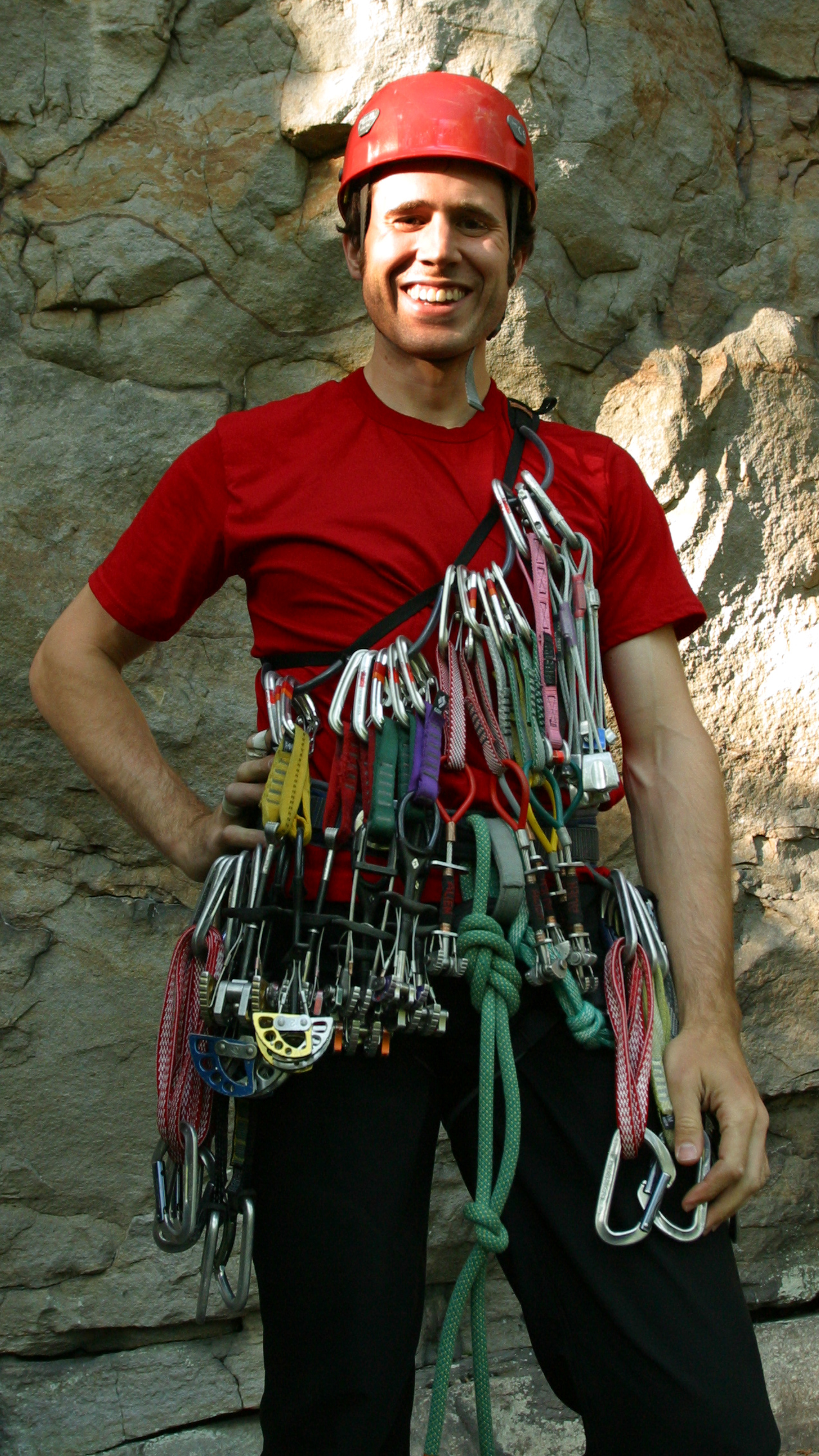
Un escalador de roca con su equipo: casco, arnés con cuerda, friend, mosquetones.

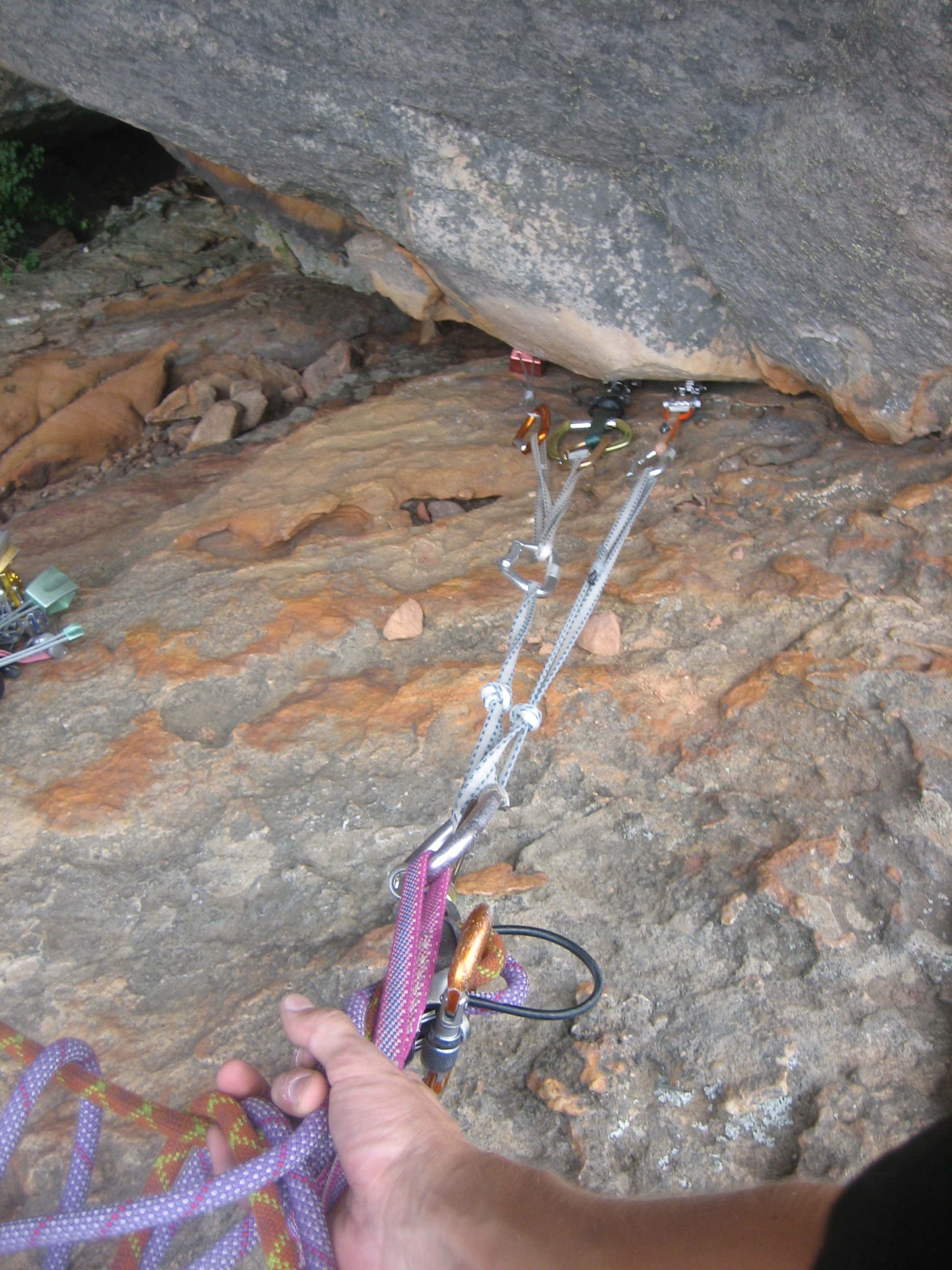
Un anclaje de escalada con una hex y dos friends, conectadas y ecualizadas con eslingas y mosquetones.

## Equipamiento de protección

### Cuerda
Las cuerdas de escalada por lo general están fabricadas mediante un proceso núcleo enfundado, consistiendo de un núcleo de fibras largas retorcidas y un forro exterior o (cubierta) de fibras coloreadas entretejidas. El núcleo provee el 80% de la resistencia de la cuerda, mientras que la cubierta es una protección durable que protege al núcleo y le otorga a la cuerda las características deseables para su manipulación.  
Las cuerdas utilizadas para escalar se dividen en dos tipos: cuerdas dinámicas y cuerdas con bajos niveles de elongación. Las cuerdas dinámicas son utilizadas para absorber la energía de un escalador que se cae, y por lo general son utilizadas como cuerdas de aseguramiento. Cuando un escalador cae, la cuerda se estira, reduciendo la fuerza máxima que actúa sobre el escalador, quien lo asegura, y el equipo. Las cuerdas con bajos niveles de elongaciones se estiran mucho menos, y por lo general son utilizadas en sistemas de anclaje. También son utilizadas para hacer rápel y como cuerdas fijas durante los ascensos.

### Casco
El casco de escalada es un elemento de seguridad que protege la cabeza y el cráneo contra la caída de escombros (como rocas, hielo o piezas de protección caídas) y en caso de impacto durante una caída. Por tanto, se trata de un elemento de seguridad básico, que ha salvado a muchos escaladores de lesiones graves o incluso de la muerte.
Por ejemplo, si un escalador líder permite que la cuerda se envuelva detrás de un tobillo, una caída puede voltear al escalador y, por consiguiente, impactar la parte posterior de la cabeza. Además, cualquier efecto de péndulo en una caída que no haya sido compensado por el asegurador también puede causar lesiones en la cabeza del escalador. El riesgo de lesiones en la cabeza de un escalador que cae puede mitigarse, si se cae correctamente.
Los escaladores pueden decidir si usar un casco en función de una serie de factores, como el tipo de ascenso que se intenta, las preocupaciones sobre el peso, las reducciones de la agilidad, los obstáculos añadidos o la simple vanidad. Además, hay menos incentivos para usar un casco en entornos de escalada artificial, como muros de escalada en interiores (donde las rutas y las bodegas se mantienen con regularidad) que en rutas naturales de varios largos o rutas de escalada en hielo (donde es probable que caigan rocas y/o hielo).

### Arnés
Un arnés es un sistema utilizado para conectar la cuerda al escalador. Hay dos bucles en la parte delantera del arnés, donde el escalador se sujeta a la cuerda en el extremo de trabajo con un nudo en forma de ocho. La mayoría de los arneses usados en la escalada están preconstruidos y se usan alrededor de la pelvis y las caderas, aunque otros tipos se usan ocasionalmente.
Diferentes tipos de escalada requieren características particulares para los arneses. Los escaladores deportivos suelen utilizar arneses minimalistas, algunos con bucles de engranajes cosidos. Los escaladores alpinos a menudo eligen arneses ligeros, tal vez con bucles de piernas desmontables. Los escaladores de grandes paredes generalmente prefieren cinturones acolchados y aros para las piernas. Algunos escaladores usan arneses integrales de cuerpo completo cuando existe la posibilidad de invertir, o cuando se lleva una bolsa pesada.

### Calzado
El calzado específicamente diseñado para escalar se denomina pies de gato. Para aumentar el agarre del pie en una pared de escalada o en una roca debido a la fricción, la zapatilla se suelda con una capa de caucho vulcanizado. Por lo general, los zapatos tienen un grosor de unos pocos milímetros y se ajustan muy bien alrededor del pie. Algunos tienen relleno de espuma en el talón para hacer que los descensos y los rápeles sean más cómodos.

## Material complementario

### Descensores

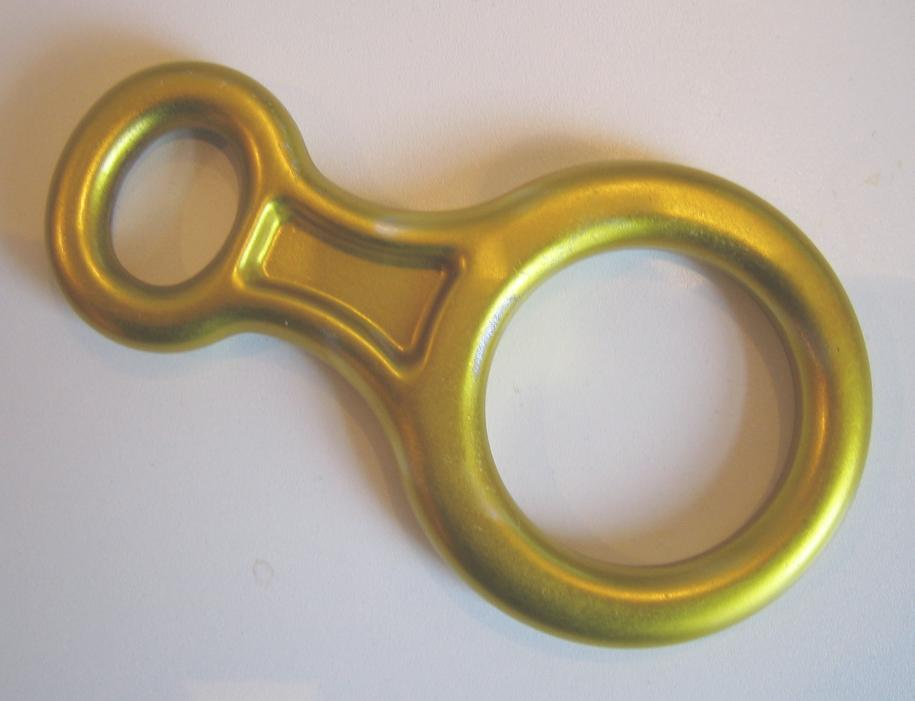
Un descensor en ocho

Los dispositivos descensores son frenos de fricción que están diseñados para cuerdas descendentes. Muchos dispositivos de seguridad pueden usarse como descensores, pero existen algunos que no son prácticos para el aseguramiento, ya que es demasiado difícil pasar la cuerda a través de ellos o porque no proporcionan suficiente fricción para sostener una caída dura.

### Mosquetones
Los mosquetones son bucles de metal con aberturas, que se utilizan como conectores. Casi todos los mosquetones para escalada recreativa actualmente están hechos de una aleación ligera de aluminio. Los mosquetones de acero son mucho más pesados, pero más resistentes, y por lo tanto, los instructores los utilizan a menudo cuando trabajan con grupos.
Los mosquetones existen en varias formas; La forma del mosquetón y el tipo de apertura varían según el uso para el que está destinado. Hay dos variedades principales: mosquetones de bloqueo y sin bloqueo. Los mosquetones de bloqueo ofrecen un método para evitar que el pestillo se abra cuando está en uso. Los mosquetones de bloqueo se utilizan para conexiones importantes, como en el punto de anclaje o en un dispositivo de seguridad. Los mosquetones sin bloqueo se encuentran comúnmente como un componente de las cintas express.

### Fijaciones y anclajes
Los dispositivos de protección, proporcionan los medios para colocar puntos de anclaje temporales en la roca. Estos dispositivos se pueden clasificar como pasivos (por ejemplo, tuercas) o activos, como un dispositivo de leva con resorte. La protección pasiva actúa "simplemente" como un estrangulamiento cuando se tira, y las constricciones en la roca evitan que se salga. La protección activa transforma un tirón en el dispositivo en una presión externa sobre la roca que ayuda a que el dispositivo se fije más firmemente. El tipo de protección más adecuado varía según la naturaleza de la roca.